# Provinz Mariscal Ramón Castilla
Die Provinz Mariscal Ramón Castilla liegt in der Region Loreto im Norden von Peru. Die Provinz hat eine Fläche von 37.413 km². Beim Zensus im Jahr 2017 lebten 49.072 Menschen in der Provinz. Im Jahr 1993 lag die Einwohnerzahl bei 32.900, im Jahr 2007 bei 54.829. Benannt wurde die Provinz nach Ramón Castilla (1797–1867), einem Offizier und mehrmaligen Präsidenten Perus. Verwaltungssitz ist das am Amazonas gelegene Caballococha.

## Geographische Lage
Die Provinz Mariscal Ramón Castilla liegt im Osten der Region Loreto im Amazonastiefland. Der Río Yavarí verläuft entlang der südöstlicher Provinzgrenze und bildet die Staatsgrenze zu Brasilien. Der Amazonas durchfließt den Norden der Provinz in östlicher Richtung.
Im Südwesten grenzt die Provinz Mariscal Ramón Castilla an die Provinz Requena, im Westen an die Provinz Maynas sowie im Norden an die Provinz Putumayo. Im äußersten Nordosten grenzt die Provinz Mariscal Ramón Castilla an das jenseits des Amazonas gelegene Kolumbien.

## Verwaltungsgliederung
Die Provinz Mariscal Ramón Castilla ist in vier Distrikte unterteilt. Der Distrikt Ramón Castilla ist Sitz der Provinzverwaltung.
| Distrikt       | Verwaltungssitz     |
| -------------- | ------------------- |
| Pebas          | Pebas               |
| Ramón Castilla | Caballococha        |
| San Pablo      | San Pablo de Loreto |
| Yavarí         | Islandia            |